# Північний Кавказ – Закавказзя
Північний Кавказ – Закавказзя – газотранспортний коридор, створений для постачання російського блакитного палива із Північної Осетії до Грузії та Вірменії.
На початку 1960-х років в СРСР вирішили створити друге джерело забезпечення природним газом Грузії, на додачу до вже запущеного трубопроводу від азербайджанського родовища Карадаг. На той час у Ставропольському та Краснодарському краях відкрили значні запаси газу, що стали сировинною базою трубопроводу Владикавказ – Тбілісі. Об’єкт довжиною 232 км, споруджений в діаметрах 700 та 500 мм, ввели в експлуатацію у 1963 році. Надходження додаткових об’ємів газу на схід Грузії дозволило також подати блакитне паливо до північних та західних районів Вірменії від Червоного Моста (неподалік азербайджанського кордону).  
В кінці 1980-х для нарощування поставок вирішили прокласти трубопровід діаметром 1200/1000 мм від Моздоку (на північ від Владикавказу). Його російська ділянка має довжину 137 км, грузинська 263 км та вірменська 158 км.  Траса проходить через Головний Кавказький хребет до компресорної станції Сагурамо (на північ від Тбілісі), звідки відхиляється на південний схід до Червоного Моста і далі на південний захід до вимірювальної станції Кохб у Вірменії. Від останньої газопровід прямує через Іджеван до Раздану (північніше Єревану). Діаметр труб до Сагурамо складає 1200 мм, після – 1000 мм.
Для перекачування газу споруджено компресорні станції Моздок, Чмі (Росія) та Квешеті (Грузія). Первісний проект передбачав також будівництво КС Владикавказ та КС Айрум (остання стала б першою у газотранспортній системі Вірменії), проте цей етап так і не було реалізовано. Також станом на середину 2010-х років тривалий час як виведені з експлуатації КС Чмі та Квешеті, що обмежує потужність системи.
Перші ділянки газопроводу ввели в експлуатацію у 1988 році. Із розпадом СРСР постачання газу до Вірменії, яке до того відбувалось переважно через Азербайджан, практично припинилось. Таким чином, добудова трубопроводу з Моздоку стала ключовою для подолання гострої енергетичної кризи. Остання ділянка від Червоного Моста, введена у кінці 1993-го, дозволила розпочати відновлення газопостачання центральних районів Вірменії.